# 司馬荂
司马荂（3世纪—301年），河内郡温县（今河南省焦作市温县）人，西晋宗室，晋宣帝司马懿之孙，赵王司马伦长子。
司马荂原为散骑常侍、赵王世子。300年四月，赵王司马伦自任持节都督、都督中外诸军事，相国、侍中，模仿当年晋宣帝、晋文帝辅佐曹魏时所为。让他的长子司马荂领冗从仆射。八月，司马伦升任司馬荂为抚军将军、领军将军。301年正月初十，司马伦称帝，司马荂封为太子，以刘琨为太子詹事。
司马伦四个儿子：司馬荂浅薄鄙陋，司馬馥、司馬虔暗很强戾，司马诩愚嚚轻訬。司马荂的夫人是刘琨的姐姐、刘舆的妹妹，司马荂与孙秀不协，于是以刘舆为散骑侍郎。孙秀专擅把持朝政，张林一直与孙秀不和，加之怨恨没有得到开建府署的资格。暗地里给太子司马荂一封密信，说：“孙秀专权不能服众，而功臣都是小人，扰乱了朝廷，应当把他们全部诛杀。”司马荂将这封信告诉了司马伦，司马伦又把信交给孙秀看。孙秀就劝说司马伦拘捕了张林，把他杀了，并夷灭三族。
司马伦兵败，宦官把司马伦从华林园东门带出，和司马荂一起都送回到汶阳里府第，派遣几个武装兵士到金墉城迎接晋惠帝。惠帝从端门进宫，登上宫殿，大臣们都跪拜叩头请罪。诏令把司马伦、司马荂等人送到金墉城。四月十三日，晋惠帝派遣尚书袁敞持符节赐司马伦死，拘捕他的儿子司馬荂、司马馥、司马虔、司马诩，付廷尉狱，全部处死。